# Misticia
Misticia es un grupo colombiano de metal fundado en la cordillera de los Andes, Soacha (Colombia), en 1999 por Diego R. Cruz en la (guitarra) y Hernán Riveros (guitarra). Todos sus actuales miembros de la agrupación viven en Alemania y España.
Son marcadas en las influencias de Misticia, el Death metal, Grindcore, el Groove metal, Sludge Es una de las primeras bandas colombianas en combinar sus composiciones con folclor indígena iberoamericano. Misticia es un nombre compuesto de las palabras "Milicia" y "Mística".

## Historia
En el mismo año de la formación, se componen los primeros temas para la banda, que más adelante fueron grabados en su primer sencillo: "Welcome to Utopia". 
En 2001 el grupo decide viajar a Alemania para grabar su primer trabajo. En 2003 se une a la banda el boliviano-alemán Guido Meyer de Voltaire como nuevo vocalista que también trabaja con la banda alemana Aardvarks e integró el grupo de culto alemán de black metal Bethlehem.
Misticia graba su primer Ep, y edita en Mcd, "Welcome to Utopia," en el 2003 en los estudios Stonehenge en Bonn, Alemania. Para esta producción participan como músicos de sesión Patrick Schröder, exbaterista de Centaurus-A (banda), y Rafael Calman en el bajo. La música tradicional suramericana deja sus huellas en el primer sencillo de Misticia.
En 2005, participa en el tributo a la legendaria banda colombiana “Masacre (banda de Colombia)”.
En 2007 graban en Bonn, Alemania su primer disco “Sickness of the earth”, trabajo masterizado por Andy Classen.
En el año 2019 publicaron su segundo disco de larga duración, titulado XVA.

## Miembros

### Actuales
- Diego R. Cruz - Voz, guitarra rítmica y acústica, vientos (1999-presente).
- Hernán Riveros - Guitarra líder y acústica (2000-presente).
- Jon Alba - Bajo - (2016-presente).

### Anteriores
Batería
- Boris Rodriguez- Batería - (2019-2020).
- Cami Donneys- Batería - (2014-2016).
- Alejandro Barbosa - (2000-2002)
- Patrick Schroeder - (2003-2005) Músico de estudio
- Martin Below - (2007-2010).

Bajo
- Rafael Calman (2003) Studio

Voz
- Arley Cruz - voz (2016-2018).
- Guido Meyer De Voltaire - voz (2003-2016).
- Angel Zamora (2001-2002)

## Discografía

### Álbumes
- Sickness of the earth  (2009)
- XVA  (2019)

### EP
- Hizhka  (2020)
- Welcome to Utopia  (2003)

### Sencillo
- Mallku  (2017)